# Hexafluorpropeen
Hexafluorpropeen (R1216) is een gasvormige fluorkoolstof. Hexafluorpropeen of HFP is een niet-ontvlambaar gas, matig toxisch bij inhalatie. De structuur kan opgevat worden als propeen waarbij alle waterstofatomen zijn vervangen door fluoratomen.
De kritische druk is 29 bar en de kritische temperatuur 94 °C.

## Synthese
Hexafluorpropeen kan op verschillende manieren bereid worden:
- De pyrolyse van tetrafluoretheen geeft hexafluorpropeen, maar ook het zeer toxische perfluorisobuteen.
- De pyrolyse van chloordifluormethaan levert een mengsel van tetrafluoretheen en hexafluorpropeen, opnieuw met perfluorisobuteen als bijproduct.
- De hydrohalogenering van CF3-CCl=CCl2 met chloor en waterstoffluoride tot CF3-CFCl-CF3, gevolgd door de hydrodehalogenering hiervan tot hexafluorpropeen door contact met waterstof. CF3-CCl=CCl2 is een product van de chloorfluorering van propaan of propeen die al dan niet gedeeltelijk gehalogeneerd zijn.

## Toepassingen
Hexafluorpropeen kan gebruikt worden in koelmiddelen.
Het is ook een monomeer voor een aantal fluorhoudende elastomeren. Dit zijn hoofdzakelijk copolymeren van hexafluorpropeen met ethyleen, tetrafluoretheen en/of vinylideenfluoride. Ze zijn goed bestand tegen koolwaterstoffen en andere chemicaliën en tegen hoge temperaturen. Ze worden onder meer gebruikt als afdichtingsmateriaal (O-ringen), voor het coaten van draden en kabels en als binnenbekleding van buizen en tanks. Viton van Du Pont is een merknaam van deze elastomeren. Du Pont produceert deze onder meer in Dordrecht. In 2012 bleek dat deze fabriek al jaren meer hexafluorpropeen emitteerde dan door de vergunning was toegestaan. Onderzoek wees nadien uit dat dit geen extra gezondheidsrisico betekende.
Hexafluorpropeen is eveneens een belangrijke bouwsteen voor de organische fluorchemie:
- De reactie van hexafluorpropeen met waterstofperoxide geeft het epoxide hexafluorpropeenoxide, waarmee weer andere fluorhoudende verbindingen zoals hexafluoraceton, ethers en carbonzuren kunnen gemaakt worden.[4][5]
- Uitgaande van hexafluorpropeen kan ook 1,1,1,2,3,3,3-heptafluorpropaan bereid worden.